# Théorème de Rouché-Fontené
Le théorème de Rouché-Fontené est un théorème d'algèbre linéaire qui fournit le nombre de solutions d'un système d'équations linéaires connaissant le rang de sa matrice augmentée (en) et de la matrice des coefficients. Ce théorème est connu sous les noms de Kronecker-Capelli en Russie, Rouché-Capelli en Italie et dans les pays anglophones et Rouché-Frobenius en Espagne et en Amérique latine.

## Énoncé formel
Un système d'équations linéaires à n variables, de la forme AX = b, possède une solution si et seulement si le rang de la matrice des coefficients A est égal à celui de la matrice augmentée (A|b). S'il existe des solutions, elles forment alors un sous-espace affine de ℝn de dimension n − rang(A). 
En particulier :
- si n = rang(A), la solution est unique ;
- sinon, il existe une infinité de solutions.

## Exemples
- Considérons le système d'équations

x + y + 2z = 3
x + y + z = 1
2x + 2y + 2z = 2.
La matrice des coefficients est
{\displaystyle A={\begin{pmatrix}1&1&2\\1&1&1\\2&2&2\\\end{pmatrix}}}
et la matrice augmentée est
{\displaystyle (A|B)=\left({\begin{array}{ccc|c}1&1&2&3\\1&1&1&1\\2&2&2&2\end{array}}\right).}
Puisque ces deux matrices ont le même rang, à savoir 2, il existe au moins une solution ; et puisque leur rang est strictement inférieur au nombre d'inconnues (ce dernier étant 3) il y a une infinité de solutions.
- En revanche, si l'on considère le système

x + y + 2z = 3
x + y + z = 1
2x + 2y + 2z = 5,
la matrice des coefficients est
{\displaystyle A={\begin{pmatrix}1&1&2\\1&1&1\\2&2&2\\\end{pmatrix}}}
et la matrice augmentée est
{\displaystyle (A|B)=\left({\begin{array}{ccc|c}1&1&2&3\\1&1&1&1\\2&2&2&5\end{array}}\right).}
Dans cet exemple, la matrice des coefficients est de rang 2, tandis que la matrice augmentée est de rang 3 ; donc ce système d'équations n'a pas de solution. En effet, une augmentation du nombre de lignes linéairement indépendantes rend le système d'équations incohérent.